# Pomacanthus paru
Il pesce angelo francese (Pomacanthus paru) (Bloch, 1787) è un pesce osseo marino appartenente alla famiglia Pomacanthidae.

## Distribuzione e habitat
Endemico dell'Oceano Atlantico occidentale nelle zone tropicali e subtropicali lungo le coste americane dalla Florida al Brasile compresi anche il mar dei Caraibi e il golfo del Messico. Presente anche sulle coste dell'Isola di Ascensione. Popola le barriere coralline a bassa profondità (da 3 a 100 metri).

## Descrizione
Il corpo di questa specie, simile agli altri Pomacanthus come aspetto generale, è di colore fondamentalmente nero con un bordo giallo oro su ogni scaglia tranne sulla nuca e nella regione ventrale. La testa è più chiara del corpo, la regione della bocca è biancastra. Gli occhi sono bordati di giallo ed ahanno un sottile bordo blu solo nella parte inferiore. Come spesso accade nei Pomacanthidae la livrea giovanile è del tutto diversa da quella dell'adulto, in questo caso il giovane è nero con 5 strie giallo vivo verticali ed arcuate e pinna caudale quasi del tutto nera. La pinna caudale è arrotondata a tutte le età. Raggiunge una taglia massima di 41 cm.

## Biologia
Vive in coppia, di solito nei pressi di gorgonie. Gli individui giovani svolgono il ruolo di "pesci pulitori" in modo simile al noto labride Indo-Pacifico Labroides dimidiatus. Tra le specie che accettano la "pulizia" ci sono carangidi, lutianidi, murene, pesci grugnitori, pesci chirurgo e labridi. Durante l'avvicinamento all'ospite effettua un nuoto particolare e durante l'attività di pulizia lo tocca ripetutamente con le pinne ventrali.

### Riproduzione
Oviparo. Questa specie è monogama e le coppie durano per tutta la vita. Le coppie sono fortemente territoriali nei confronti dei conspecifici. Non esiste alcun corteggiamento e anche il riconoscimento del sesso è quasi impossibile. La deposizione avviene al tramonto.

### Alimentazione
Si nutre di alghe e di invertebrati bentonici come spugne, briozoi, coralli molli, gorgonie e ascidie.

## Pesca
Le carni sono considerate di buona qualità e viene pescato per il consumo.

## Acquariofilia
Viene allevato e riprodotto negli acquari marini.

## Stato di conservazione
Pomacanthus paru è una specie comune nell'areale, che è molto vasto e le popolazioni sono numericamente stabili, per questo motivo non è considerata minacciata di estinzione dalla IUCN. L'unico impatto noto è la cattura per il mercato acquariofilo, che ha prodotto però solo rarefazioni localizzate e temporanee in aree soggette a sovrapesca.